# Baetis consuetus
Baetis consuetus is een haft uit de familie Baetidae. De wetenschappelijke naam van de soort is voor het eerst geldig gepubliceerd in 1858 door Hagen.
De soort komt voor in het Oriëntaals gebied.